# Contralmirante Villar (provincie)
Contralmirante Villar is een provincie in de regio van Tumbes in Peru. De provincie heeft een oppervlakte van 2.123 km² en telt 19.896 inwoners (2015). De hoofdplaats van de provincie is het district Zorritos met haar woonkern Acapulco. 
Het nationaal park Cerros de Amotape bevindt zich in deze provincie. Herkenbaar is dat dit het grootste park is van de regio Tumbes. In deze provincie ligt ook de plaats Cañaveral.

## Bestuurlijke indeling
De provincie Contralmirante Villar is onderverdeeld in drie districten, UBIGEO tussen haakjes:
- (240203) Canoas de Punta Sal
- (240202) Casitas
- (240201) Zorritos, hoofdplaats van de provincie

## Grenzen
- Noorden: Grote Oceaan
- Oosten: Tumbes (provincie)
- Zuiden: Talara (provincie)
- Westen: Grote Oceaan

## Grootste plaatsen
- Zorritos
- Cañaveral
- Cancas
- Acapulco
- Punta Sal

Contralmirante Villar · Tumbes · Zarumilla